# Alexandrovsk-Sachalinskij
Alexandrovsk-Sachalinskij (rusky Алекса́ндровск-Сахали́нский) je město v Sachalinské oblasti v Ruské federaci. Při sčítání lidu v roce 2010 měl přes deset tisíc obyvatel.

## Poloha
Alexandrovsk-Sachalinskij leží na západním okraji Sachalinu, na pobřeží Tatarského průlivu spojujícího Ochotské moře na severu s Japonským mořem na jihu. Od Južno-Sachalinsku, správního střediska celé oblasti, je vzdálen přibližně 550 kilometrů severně.
Do města vede silnice, ale nikoliv železnice – nejbližší nádraží Sachalinské železnice je v sídle městského typu jménem Tymovskoje přibližně šedesát kilometrů východně.

## Dějiny
Rusové zdejší oblast poprvé popsali v rámci Amurské výpravy pod vedením Gennadije Ivanoviče Něvelského v letech 1851–1855. Tehdy pojmenovali zdejší záliv po ruském carovi Alexandrovi I. Když zde byla v roce 1869 založena usedlost, z které se později stala vesnice, dostala jméno Alexandrovka.
V roce 1881 zde vzniklo vojenské stanoviště a později zde od roku 1894 sídlil vojenský gubernátor celého ostrova. Když po konci rusko-japonské války získalo jižní část Sachalinu Portsmouthskou smlouvou Japonské císařství, zůstalo správním střediskem severní části ostrova.
V roce došlo 1917 došlo k povýšení na město pod jménem Alexandrovsk. Během ruské občanské války v letech 1918–1920 si kontrolu nad městem udržely jednotky Alexandra Vasiljeviče Kolčaka a pak jej obsadilo i s celou severní částí ostrova Japonsko, které jej navrátilo Sovětskému svazu v roce 1925. Během japonského obsazení se Alexandrovsk nazýval Akó (亜港).
V roce 1926 bylo město přejmenováno na Alexandrovsk-Sachalinskij pro odlišení od jiných Alexandrovsků.

## Geografie

### Podnebí
| Alexandrovsk-Sachalinskij – podnebí            | Alexandrovsk-Sachalinskij – podnebí | Alexandrovsk-Sachalinskij – podnebí | Alexandrovsk-Sachalinskij – podnebí | Alexandrovsk-Sachalinskij – podnebí | Alexandrovsk-Sachalinskij – podnebí | Alexandrovsk-Sachalinskij – podnebí | Alexandrovsk-Sachalinskij – podnebí | Alexandrovsk-Sachalinskij – podnebí | Alexandrovsk-Sachalinskij – podnebí | Alexandrovsk-Sachalinskij – podnebí | Alexandrovsk-Sachalinskij – podnebí | Alexandrovsk-Sachalinskij – podnebí | Alexandrovsk-Sachalinskij – podnebí |
| Období                                         | leden                               | únor                                | březen                              | duben                               | květen                              | červen                              | červenec                            | srpen                               | září                                | říjen                               | listopad                            | prosinec                            | rok                                 |
| ---------------------------------------------- | ----------------------------------- | ----------------------------------- | ----------------------------------- | ----------------------------------- | ----------------------------------- | ----------------------------------- | ----------------------------------- | ----------------------------------- | ----------------------------------- | ----------------------------------- | ----------------------------------- | ----------------------------------- | ----------------------------------- |
| Nejvyšší teplota [°C]                          | 3,0                                 | 4,1                                 | 11,4                                | 20,9                                | 27,6                                | 28,3                                | 29,6                                | 31,3                                | 26,0                                | 20,0                                | 13,4                                | 5,6                                 | 31,3                                |
| Průměrné denní maximum [°C]                    | −12,0                               | −10,0                               | −3,6                                | 4,1                                 | 10,8                                | 16,1                                | 19,6                                | 20,7                                | 16,6                                | 8,6                                 | −1,2                                | −8,6                                | 5,1                                 |
| Průměrná teplota [°C]                          | −16,2                               | −14,6                               | −8,0                                | 0,4                                 | 6,5                                 | 11,8                                | 15,8                                | 17,0                                | 12,7                                | 5,2                                 | −4,3                                | −12,0                               | 1,2                                 |
| Průměrné denní minimum [°C]                    | −20,3                               | −19,1                               | −12,3                               | −3,3                                | 2,2                                 | 7,5                                 | 12,0                                | 13,3                                | 8,7                                 | 1,7                                 | −7,4                                | −15,4                               | −2,7                                |
| Nejnižší teplota [°C]                          | −37,8                               | −31,9                               | −26,1                               | −19,0                               | −7,5                                | −1,6                                | 3,6                                 | 2,1                                 | −1,4                                | −9,5                                | −21,9                               | −32,5                               | −37,8                               |
| Průměrné srážky [mm]                           | 42,1                                | 29,0                                | 31,9                                | 30,9                                | 47,8                                | 37,6                                | 50,8                                | 94,9                                | 94,9                                | 93,5                                | 58,8                                | 63,3                                | 675,5                               |
| Zdroj: meteolabs.ru: Александровск-Сахалинский |                                     |                                     |                                     |                                     |                                     |                                     |                                     |                                     |                                     |                                     |                                     |                                     |                                     |